# عین الریحانه
عین الریحانه (به عربی: عين الريحانة) یک منطقهٔ مسکونی در لبنان است که در شهرستان کسروان واقع شده‌است.
 عین الریحانه ۲۰٫۰ کیلومتر مربع مساحت و ۴٬۰۰۰ نفر جمعیت دارد و ۳۴۰ متر بالاتر از سطح دریا واقع شده‌است.